# Elvis Costello
Declan Patrick Aloysius MacManus (bolj znan kot Elvis Costello), britanski glasbenik, pevec in pisec pesmi, * 25. avgust 1954, London.

## Diskografija

### Albumi
1. 1977 - My Aim Is True (UK #14, US #32)
2. 1978 - This Year's Model (UK #4, US #30)
3. 1979 - Armed Forces (UK #2, US #10)
4. 1980 - Get Happy!! (UK #2, US #11)
5. 1981 - Trust (UK #9, US #28)
6. 1981 - Almost Blue (UK #7, US #50)
7. 1982 - Imperial Bedroom (UK #6, US #30)
8. 1983 - Punch the Clock (UK #3, US #24)
9. 1984 - Goodbye Cruel World (UK #10, US #35)
10. 1986 - King of America (UK #11, US #39)
11. 1986 - Blood and Chocolate (UK #16, US #84)
12. 1989 - Spike (UK #5, US #32)
13. 1991 - Mighty Like a Rose (UK #5, US #55)
14. 1993 - The Juliet Letters (UK #18)
15. 1994 - Brutal Youth (UK #2, US #34)
16. 1995 - Kojak Variety (UK #21)
17. 1996 - All This Useless Beauty (UK #28, US #53)
18. 1996 - Costello & Nieve
19. 1998 - Painted from Memory, with Burt Bacharach (UK #32, US #78)
20. 2002 - When I Was Cruel
21. 2002 - Cruel Smile
22. 2003 - North
23. 2004 - The Delivery Man
24. 2004 - Il Sogno

### Kompilacije
1. 1980 - Taking Liberties
2. 1980 - Ten Bloody Marys & Ten How's Your Fathers
3. 1987 - Out of Our Idiot
4. 1993 - 2½ Years
5. 2003 - Singles, Volume 1
6. 2003 - Singles, Volume 2
7. 2003 - Singles, Volume 3

## Filmografija
- 1979 film debut as 'The Earl of Manchester' in Americathon
- 1984 as 'Henry Scully' in UK TV series Scully
- 1985 as inept magician 'Rosco de Ville' in  Alan Bleasdale film No Surrender
- 1987 as 'Hives the Butler' in  Alex Cox film Straight to Hell, starring Joe Strummer and Courtney Love
- 1997 as himself in Spice World
- 1999 as himself in Austin Powers: The Spy Who Shagged Me, performing with Burt Bacharach
- 1999 as himself in 200 Cigarettes
- 2001 as a public defender and a teacher in Prison Song,
- 2002 as himself in How I Spent My Strummer Vacation, an episode of the The Simpsons
- 2003 Academy Award nomination for best original song The Scarlet Tide in Cold Mountain.
- 2003 as 'Ben' in the Frasier episode »Farewell, Nervosa«
- 2003 as guest host on The Late Show with David Letterman
- 2004 performing the Cole Porter song »Let's Misbehave« in De-Lovely